# بيدرو دياز
بيدرو دياز (بالإسبانية: Pedro Díaz Fanjul) هو لاعب كرة قدم إسباني، ولد في 5 يونيو 1998 في سييرو في إسبانيا. لعب مع ريال سبورتينغ خيخون.

## وصلات خارجية
- بيدرو دياز على موقع قاعدة بيانات كرة القدم.إي يو (الإنجليزية)
- بيدرو دياز على موقع ليكيب (الفرنسية)
- بيدرو دياز على موقع Soccerway.com (الإنجليزية)